# 23. San-marinesisches Kabinett
Das 23. Kabinett setzte sich aus Partito Democratico Cristiano Sammarinese (PDCS) und Partito Socialista Sammarinese (PSS) zusammen und regierte San Marino vom 19. März 1992 bis zum 9. Juli 1993.
Die seit 1988 amtierende Regierung aus PDCS und Partito Progressista Democratico Sammarinese (PPDS) zerbrach, als am 24. Februar 1992 die christdemokratischen Minister ihren Rücktritt einreichten. Am 12. März einigten sich PDCS und PSS auf eine neue Regierung.

## Liste der Minister
Die san-marinesische Verfassung kennt keinen Regierungschef, im diplomatischen Protokoll nimmt der Außenminister die Rolle des Regierungschefs ein.
| Amt                | Minister                  | Partei | Amtszeit                     |
| ------------------ | ------------------------- | ------ | ---------------------------- |
| Auswärtiges        | Gabriele Gatti            | PDCS   | 19. März 1992 – 9. Juli 1993 |
| Inneres            | Antonio Lazzaro Volpinari | PSS    | 19. März 1992 – 9. Juli 1993 |
| Finanzen           | Clelio Galassi            | PDCS   | 19. März 1992 – 9. Juli 1993 |
| Arbeit             | Sante Canducci            | PDCS   | 19. März 1992 – 9. Juli 1993 |
| Tourismus          | Augusto Casali            | PSS    | 19. März 1992 – 9. Juli 1993 |
| Gesundheit         | Renzo Ghiotti             | PDCS   | 19. März 1992 – 9. Juli 1993 |
| Territorium        | Piero Natalino Mularoni   | PDCS   | 19. März 1992 – 9. Juli 1993 |
| Bildung und Justiz | Emma Rossi                | PSS    | 19. März 1992 – 9. Juli 1993 |
| Handel             | Ottaviano Rossi           | PDCS   | 19. März 1992 – 9. Juli 1993 |
| Industrie          | Fiorenzo Stolfi           | PSS    | 19. März 1992 – 9. Juli 1993 |

### Bemerkungen
1. ↑  Segretario di Stato per gli Affari Esteri e Politici
2. ↑  Segretario di Stato per gli Affari Interni e la Protezione Civile
3. ↑  Segretario di Stato per le Finanze, il Bilancio, la Programmazione e i Rapporti con l’A.A.S.F.N.
4. ↑  Deputato per il Lavoro e la Cooperazione
5. ↑  Deputato per le Comunicazioni, i Trasporti, i Rapporti con l’A.A.S.S., il Turismo e lo Sport
6. ↑  Deputato per la Sanità e la Sicurezza Sociale
7. ↑  Deputato per il Territorio, l’Ambiente e l’Agricultura
8. ↑  Deputato per la Pubblica Istruzione e la Cultura, l’Università e la Giustizia
9. ↑  Deputato per il Commercio, i Rapporti con le Giunte di Castello e con l’A.A.S.P.
10. ↑  Deputato per l’Industria, l’Artigianato e la Cooperazione Economica